# Santiago Challenger III 2021 - Doppio
Il doppio del torneo di tennis professionistico Santiago Challenger III 2021, facente parte della categoria Challenger 80 nell'ambito dell'ATP Challenger Tour 2021, si è giocato dall'11 al 17 ottobre 2021 a Vitacura, nella Regione Metropolitana di Santiago in Cile. Diego Hidalgo e Nicolás Jarry erano i campioni in carica ma solo Hidalgo ha difeso il titolo in coppia con Sergio Galdós ma sono stati eliminati ai quarti di finale da Hans Hach Verdugo e Miguel Ángel Reyes Varela.
In finale Evan King e Max Schnur hanno sconfitto Hans Hach Verdugo e Miguel Ángel Reyes Varela con il punteggio di 3–6, 7–6(3), [16–14].

## Teste di serie
1. Rafael Matos /  Felipe Meligeni Alves (quarti di finale)
2. Luis David Martínez /  Gonçalo Oliveira (semifinale)

1. Hans Hach Verdugo /  Miguel Ángel Reyes Varela (finale)
2. Evan King /  Max Schnur (campioni)

## Wildcard
1. Daniel Alejandro Ortiz /  Matías Soto (primo turno)
2. Amador Salazar Yáñez /  Ricardo Urzúa Rivera (quarti di finale)

1. Víctor Núñez /  Benjamín Torres (primo turno)

## Tabellone

### Legenda
| - Q = Qualificato - WC = Wild card - LL = Lucky loser | - ALT = Alternate - SE = Special Exempt - PR = Protected Ranking | - w/o = Walkover - r = Ritirato - d = Squalificato |

|  | Primo turno | Primo turno                       | Primo turno                     | Primo turno                     | Primo turno |  |  | Quarti di finale | Quarti di finale                | Quarti di finale                | Quarti di finale               | Quarti di finale               |   |   | Semifinali | Semifinali                                  | Semifinali             | Semifinali           | Semifinali |   |      | Finale | Finale | Finale | Finale | Finale |  |
|  |             |                                   |                                 |                                 |             |  |  |                  |                                 |                                 |                                |                                |   |   |            |                                             |                        |                      |            |   |      |        |        |        |        |        |  |
|  | 1           | R Matos F Meligeni Alves          | R Matos F Meligeni Alves        | R Matos F Meligeni Alves        | w/o         |  |  |                  |                                 |                                 |                                |                                |   |   |            |                                             |                        |                      |            |   |      |        |        |        |        |        |  |
|  |             | A Galarneau T Seyboth Wild        | A Galarneau T Seyboth Wild      | A Galarneau T Seyboth Wild      |             |  |  | 1                | R Matos F Meligeni Alves        | 6                               | 4                              | [7]                            |   |   |            |                                             |                        |                      |            |   |      |        |        |        |        |        |  |
|  |             | N Barrientos F Romboli            | N Barrientos F Romboli          | 7                               | 6           |  |  |                  | N Barrientos F Romboli          | 2                               | 6                              | [10]                           |   |   |            |                                             |                        |                      |            |   |      |        |        |        |        |        |  |
|  |             | N Chappell R Stalder              | N Chappell R Stalder            | 64                              | 3           |  |  |                  |                                 |                                 |                                |                                |   |   |            | N Barrientos F Romboli                      | N Barrientos F Romboli | 4                    | 4          |   |      |        |        |        |        |        |  |
|  | 3           | H Hach Verdugo MÁ Reyes Varela    | H Hach Verdugo MÁ Reyes Varela  | H Hach Verdugo MÁ Reyes Varela  | w/o         |  |  |                  |                                 | 3                               | H Hach Verdugo MÁ Reyes Varela | H Hach Verdugo MÁ Reyes Varela | 6 | 6 |            |                                             |                        |                      |            |   |      |        |        |        |        |        |  |
|  |             | MT Barrios Vera C Gómez-Herrera   | MT Barrios Vera C Gómez-Herrera | MT Barrios Vera C Gómez-Herrera |             |  |  | 3                | H Hach Verdugo MÁ Reyes Varela  | H Hach Verdugo MÁ Reyes Varela  | 6                              | 6                              |   |   |            |                                             |                        |                      |            |   |      |        |        |        |        |        |  |
|  | WC          | DA Ortiz M Soto                   | DA Ortiz M Soto                 | 5                               | 4           |  |  |                  | S Galdós D Hidalgo              | S Galdós D Hidalgo              | 3                              | 4                              |   |   |            |                                             |                        |                      |            |   |      |        |        |        |        |        |  |
|  |             | S Galdós D Hidalgo                | S Galdós D Hidalgo              | 7                               | 6           |  |  |                  |                                 |                                 |                                |                                |   |   | 3          | Hans Hach Verdugo Miguel Ángel Reyes Varela | 6                      | 63                   | [14]       |   |      |        |        |        |        |        |  |
|  | WC          | A Salazar Yáñez R Urzúa Rivera    | A Salazar Yáñez R Urzúa Rivera  | 6                               | 6           |  |  |                  |                                 |                                 |                                |                                |   |   |            |                                             | 4                      | Evan King Max Schnur | 3          | 7 | [16] |        |        |        |        |        |  |
|  | WC          | V Núñez B Torres                  | V Núñez B Torres                | 4                               | 3           |  |  | WC               | A Salazar Yáñez R Urzúa Rivera  | A Salazar Yáñez R Urzúa Rivera  | 1                              | 2                              |   |   |            |                                             |                        |                      |            |   |      |        |        |        |        |        |  |
|  |             | H Casanova F Díaz Acosta          | H Casanova F Díaz Acosta        | 3                               | 2           |  |  | 4                | E King M Schnur                 | E King M Schnur                 | 6                              | 6                              |   |   |            |                                             |                        |                      |            |   |      |        |        |        |        |        |  |
|  | 4           | E King M Schnur                   | E King M Schnur                 | 6                               | 6           |  |  |                  |                                 |                                 |                                |                                |   |   | 4          | E King M Schnur                             | E King M Schnur        | 6                    | 6          |   |      |        |        |        |        |        |  |
|  |             | D Fernández Flores S Santibáñez   | D Fernández Flores S Santibáñez | D Fernández Flores S Santibáñez | w/o         |  |  |                  |                                 | 2                               | LD Martínez G Oliveira         | LD Martínez G Oliveira         | 4 | 1 |            |                                             |                        |                      |            |   |      |        |        |        |        |        |  |
|  |             | F Cerúndolo C Ugo Carabelli       | F Cerúndolo C Ugo Carabelli     | F Cerúndolo C Ugo Carabelli     |             |  |  |                  | D Fernández Flores S Santibáñez | D Fernández Flores S Santibáñez | 1                              | 2                              |   |   |            |                                             |                        |                      |            |   |      |        |        |        |        |        |  |
|  |             | M Pucinelli de Almeida TA Tirante | 3                               | 78                              | [7]         |  |  | 2                | LD Martínez G Oliveira          | LD Martínez G Oliveira          | 6                              | 6                              |   |   |            |                                             |                        |                      |            |   |      |        |        |        |        |        |  |
|  | 2           | LD Martínez G Oliveira            | 6                               | 6                               | [10]        |  |  |                  |                                 |                                 |                                |                                |   |   |            |                                             |                        |                      |            |   |      |        |        |        |        |        |  |